# 알리안츠
알리안츠(독일어: Allianz)는 독일의 보험, 금융 서비스 기업이다. 본사는 독일 뮌헨에 있다. 생명보험, 화재보험, 산업재해보험, 기업보험, 개인보험, 자산 관리 서비스를 운영하고 있으며 세계에서 규모가 큰 보험사 가운데 하나로 여겨진다.
1890년 독일 베를린에서 설립되었다. 전 세계에 142,000명에 달하는 직원, 8,500만명에 달하는 고객을 보유하고 있으며 70개 이상의 국가에 설치한 지점, 지사, 현지법인이 영업하고 있다.

## 재정 상황
| 연도 | 소득 (10억 €) | 순이익 (10억 €) | 총 자산 (10억 €) | 직원 수 |
| ---- | ------------- | --------------- | ---------------- | ------- |
| 2009 | 97.4          | 4.3             |                  |         |
| 2010 | 106.5         | 5.2             |                  |         |
| 2011 | 103.6         | 5.5             |                  |         |
| 2012 | 106.4         | 5.6             |                  |         |
| 2013 | 110.8         | 6.0             | 711.5            | 147,627 |
| 2014 | 122.3         | 6.2             | 805.8            | 147,425 |
| 2015 | 125.2         | 6.6             | 848.9            | 142,459 |
| 2016 | 122.4         | 6.9             | 883.8            | 140,253 |
| 2017 | 126.1         | 6.8             | 901.3            | 140,553 |
| 2018 | 132.3         | 7.7             | 897.6            | 142,460 |
| 2019 | 142.4         | 8.3             | 1,011.1          | 147,268 |
| 2020 | 140.5         | 7.1             | 1,060.0          | 150,269 |
| 2021 | 148.5         | 7.1             | 1,139.0          | 155,411 |
| 2022 | 152.7         | 7.2             | 1,022.0          | 159,253 |

## 같이 보기
- 알리안츠 아레나